# Ommatoiulus buchneri
Ommatoiulus buchneri är en mångfotingart som först beskrevs av Karl Wilhelm Verhoeff 1940.  Ommatoiulus buchneri ingår i släktet Ommatoiulus och familjen kejsardubbelfotingar. Inga underarter finns listade i Catalogue of Life.